# Daniel Tjernström
Leif Daniel Tjernström, född 19 februari 1974 i Karlskoga, Sverige, är en svensk före detta fotbollsspelare. Tjernström spelade större delen av sin karriär i AIK och var kapten för klubben 2005–2013. Han gjorde även 5 framträdanden för det svenska landslaget. 

## Klubblagskarrär

### Tidig karriär
Tjernströms moderklubb heter Bråtens IK som ligger i utkanten av Karlskoga.
Han började sin seniorkarriär i Div II-laget KB Karlskoga i början av 90-talet för att sedan göra allsvensk debut med Degerfors IF 1993. Efter tre säsonger i Degerfors gick han till lokalkonkurrenten Örebro SK där det blev ytterligare tre säsonger.

### AIK
1999 valde Tjernström att skriva på för de regerande svenska mästarna AIK. Han gjorde sin debut för klubben den 20 mars 1999 under ett cupmöte mot Gefle IF på Skytteholms IP som AIK vann med 3–0.
Han blev 2005 utsedd till lagkapten i AIK.
Daniel Tjernström hade otur med många skador men inför 2005, när AIK spelade i Superettan, var han skadefri och gjorde en utmärkt säsong. Han blev utvald av Gnagarforum på Svenskafans.com till viktigaste spelare år 2005 och vann överlägset. Även 2006 i Allsvenskan blev han vald till årets viktigaste spelare, även denna gång överlägset. 30 oktober 2009 förlängde han sitt kontrakt med AIK, vilket innebär hans tolfte säsong i klubben blev ett faktum.

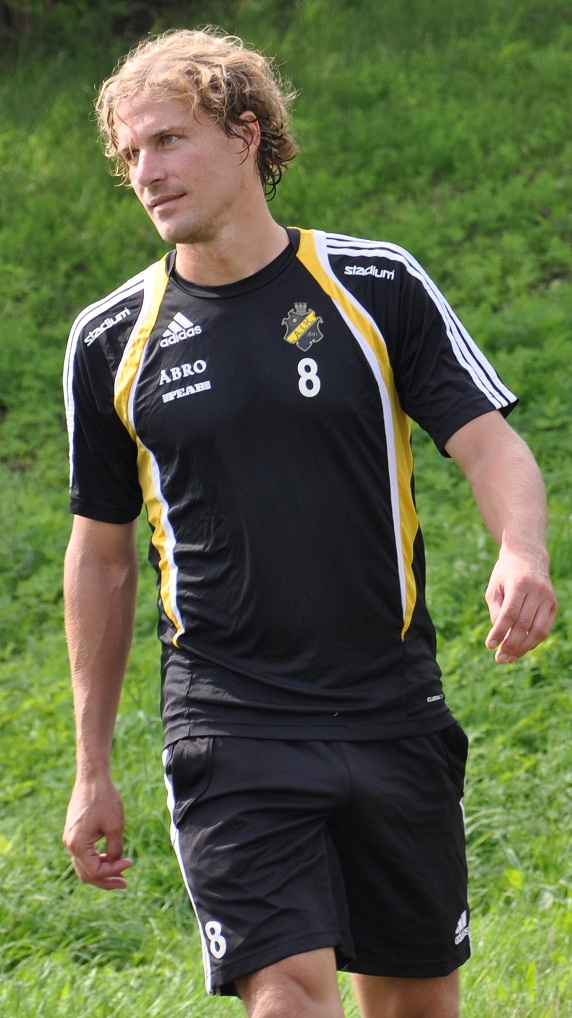
Tjernström under en träning, 2011

När AIK tog SM-guld genom seger med 2–1 mot IFK Göteborg den 1 november 2009 var det Daniel Tjernström som satte det avgörande 2–1-målet med en stenhård vänstervrist ur en svår vinkel. Det resulterade i AIK:s 11:e SM-guld i Tjernströms 11:e säsong för klubben. Tjernström spelade sin sista match i karriären när AIK mötte IF Elfsborg den 3 augusti 2013. Tjernström spelade sista kvarten i en match som AIK vann med 2–1. Matchen var även Tjernströms debut på Friends Arena.

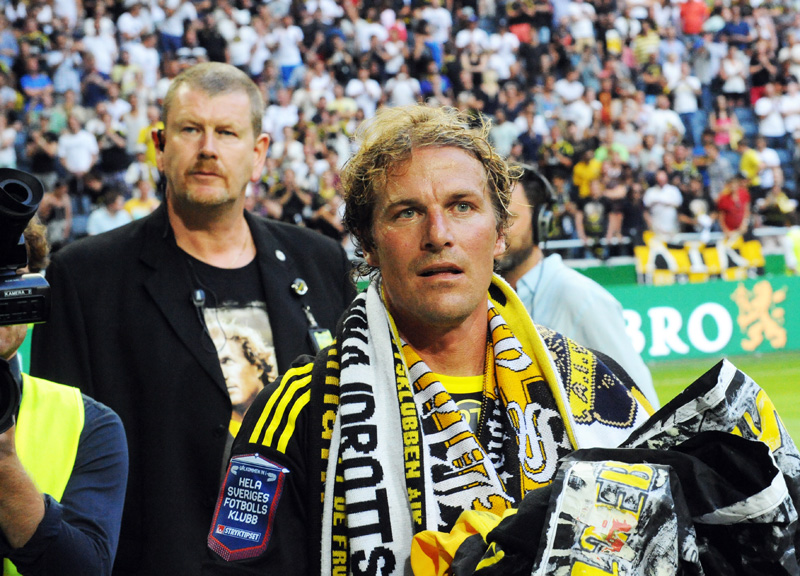
Tjernström efter sin sista match i AIK, 13 augusti 2013

## Landslagskarriär
Tjernström representerade Sveriges U21-lag i sex matcher innan han gjorde sin debut för A-landslag den 9 februari 1997 i en vänskapsmatch mot Rumänien, då han ersatte Marino Rahmberg i den 76:e matchminuten i en 2–0-seger. Han gjorde sitt femte och sista framträdande för Sverige den 27 november 1999 i en vänskapsmatch mot Sydafrika, och spelade i 59 minuter innan han ersattes av Tobias Linderoth i en 1–0 förlust. Han representerade även Sveriges B-lag en gång 1997.

## Statistik

### Klubblag
| Klubb          | Säsong            | Liga              | Liga    | Liga | Cup     | Cup | Europa  | Europa | Totalt  | Totalt |
| Klubb          | Säsong            | Division          | Matcher | Mål  | Matcher | Mål | Matcher | Mål    | Matcher | Mål    |
| -------------- | ----------------- | ----------------- | ------- | ---- | ------- | --- | ------- | ------ | ------- | ------ |
| KB Karlskoga   | 1990              | Division 2 Västra | 1       | 0    |         |     | –       | –      | 1       | 0      |
| KB Karlskoga   | 1991              | Division 2 Västra | 22      | 0    |         |     | –       | –      | 22      | 0      |
| KB Karlskoga   | 1992              | Division 2 Västra | 27      | 3    |         |     | –       | –      | 27      | 3      |
| KB Karlskoga   | Totalt i klubblag | Totalt i klubblag | 50      | 3    |         |     | –       | –      | 50      | 3      |
| Degerfors IF   | 1993              | Allsvenskan       | 16      | 0    |         |     | –       | –      | 16      | 0      |
| Degerfors IF   | 1994              | Allsvenskan       | 26      | 0    |         |     | –       | –      | 26      | 0      |
| Degerfors IF   | 1995              | Allsvenskan       | 21      | 0    |         |     | –       | –      | 21      | 0      |
| Degerfors IF   | Totalt i klubblag | Totalt i klubblag | 63      | 0    |         |     | –       | –      | 63      | 0      |
| Örebro SK      | 1996              | Allsvenskan       | 23      | 5    |         |     | –       | –      | 23      | 5      |
| Örebro SK      | 1997              | Allsvenskan       | 22      | 3    |         |     | –       | –      | 22      | 3      |
| Örebro SK      | 1998              | Allsvenskan       | 26      | 5    |         |     | –       | –      | 26      | 5      |
| Örebro SK      | Totalt i klubblag | Totalt i klubblag | 71      | 13   |         |     | –       | –      | 71      | 13     |
| AIK            | 1999              | Allsvenskan       | 25      | 4    |         |     | 2       | 1      | 27      | 5      |
| AIK            | 2000              | Allsvenskan       | 25      | 2    |         |     | 0       | 0      | 25      | 2      |
| AIK            | 2001              | Allsvenskan       | 18      | 1    |         |     | 0       | 0      | 18      | 1      |
| AIK            | 2002              | Allsvenskan       | 23      | 0    |         |     | 4       | 0      | 27      | 0      |
| AIK            | 2003              | Allsvenskan       | 21      | 0    |         |     | 3       | 0      | 24      | 0      |
| AIK            | 2004              | Allsvenskan       | 12      | 0    |         |     | 0       | 0      | 12      | 0      |
| AIK            | 2005              | Superettan        | 29      | 5    |         |     | 0       | 0      | 29      | 5      |
| AIK            | 2006              | Allsvenskan       | 26      | 3    | 5       | 0   | 0       | 0      | 31      | 3      |
| AIK            | 2007              | Allsvenskan       | 23      | 0    | 0       | 0   | 5       | 0      | 28      | 0      |
| AIK            | 2008              | Allsvenskan       | 26      | 0    | 0       | 0   | 0       | 0      | 26      | 0      |
| AIK            | 2009              | Allsvenskan       | 26      | 1    | 1       | 0   | 0       | 0      | 27      | 0      |
| AIK            | 2010              | Allsvenskan       | 20      | 0    | 3       | 0   | 6       | 0      | 20      | 0      |
| AIK            | 2011              | Allsvenskan       | 19      | 0    | 0       | 0   | 0       | 0      | 19      | 0      |
| AIK            | 2012              | Allsvenskan       | 11      | 0    | 1       | 0   | 4       | 0      | 16      | 0      |
| AIK            | 2013              | Allsvenskan       | 1       | 0    | 0       | 0   | 0       | 0      | 1       | 0      |
| AIK            | Totalt i klubblag | Totalt i klubblag | 305     | 16   | 10      | 0   | 24      | 1      | 339     | 17     |
| Karriär totalt | Karriär totalt    | Karriär totalt    | 488     | 32   | 10      | 0   | 24      | 1      | 522     | 33     |

### Internationellt
| Lag            | År             | Matcher | Mål |
| -------------- | -------------- | ------- | --- |
| Sverige U21    | 1994           | 4       | 0   |
| Sverige U21    | 1995           | 1       | 0   |
| Sverige U21    | Total          | 5       | 0   |
| Sverige B      | 1997           | 1       | 0   |
| Sverige        | 1997           | 3       | 0   |
| Sverige        | 1998           | 1       | 0   |
| Sverige        | 1999           | 1       | 0   |
| Sverige        | Total          | 5       | 0   |
| Karriär totalt | Karriär totalt | 11      | 0   |

## Meriter
- Med Degerfors
  - Svenska cupen 1992/1993
- Med AIK
  - SM Guld 2009
  - Svenska cupen 1999, 2009
  - Svenska Supercupen 2010

### Fotnoter
1. 1 2 3  Sveriges befolkning
1990:
Tjernström, Leif Daniel
2. ↑  ”Matchens fanbärare: Daniel Tjernström”. AIK Fotboll. https://www.aikfotboll.se/nyheter/matchens-fanbarare-daniel-tjernstrom-2019-11-02. Läst 3 maj 2022.
3. ↑  ”AIK Statistikdatabas (Herrar)”. www.aik.se. https://www.aik.se/sektioner/fotboll/statistik/matches.php?id=2405. Läst 3 maj 2022.
4. ↑  ”TV: Se Kapten Tjernström skjuta AIK till SM-guld - alla mål från matchen här”. fotbollskanalen. https://www.fotbollskanalen.se/allsvenskan/tv-se-kapten-tjernstrom-skjuta-aik-till-sm-guld---alla-mal-fran-matchen-har/. Läst 3 maj 2022.
5. ↑  ”Tjernström inbytt i sin sista match – stående ovationer”. www.aftonbladet.se. https://www.aftonbladet.se/a/bKQ59g. Läst 3 maj 2022.
6. ↑  ”Tjernström hyllas i sin sista match”. SVT Nyheter. 2 augusti 2013. https://www.svt.se/sport/artikel/tjernstrom-hyllas-i-sin-sista-match. Läst 3 maj 2022.
7. ↑  ”Rumänien - Sverige - Matchfakta - Svensk fotboll”. www.svenskfotboll.se. Arkiverad från originalet den 7 februari 2021. https://web.archive.org/web/20210207214820/https://www.svenskfotboll.se/matchfakta/rumanien-sverige-landskamper-herr-senior/1569601/. Läst 31 mars 2023.
8. ↑  ”Sydafrika - Sverige - Matchfakta - Svensk fotboll”. www.svenskfotboll.se. Arkiverad från originalet den 24 augusti 2021. https://web.archive.org/web/20210824121114/https://www.svenskfotboll.se/matchfakta/sydafrika-sverige-landskamper-herr-senior/1569916/. Läst 31 mars 2023.
9. ↑  ”Daniel Tjernström - Spelarstatistik - Svensk fotboll”. www.svenskfotboll.se.. Arkiverad från originalet den 31 mars 2023. https://web.archive.org/web/20230331153742/https://www.svenskfotboll.se/spelarfakta/daniel-tjernstrom/b48c177f-c7d4-4e0c-87fd-42422b0e4f9b/. Läst 31 mars 2023.